# Sega Channel
Sega Channel — игровой онлайн-сервис, запущенный в США в 1994 году компанией Sega как платформа для цифровой дистрибуции игр и другого контента для игровой консоли Sega Mega Drive/Genesis. Пользователи подключались к Sega Channel прямо через сервисы кабельного телевидения и получали контент по телевизионному коаксильному кабелю. Сервис предлагали потребителям по платной подписке (pay-to-play); он позволял загружать игры Genesis, смотреть демозаписи и получать чит-коды. Sega Channel был разработан как более дешёвая и доступная замена запущенного ранее только в Японии и быстро закрытого сервиса Sega Meganet. В последующие годы доступ к Sega Channel также предлагали в Канаде и ряде стран Европы и Латинской Америки. 
Доступ к Sega Channel в США обеспечивали компании TCI и Time Warner Cable. Для взаимодействия с сетью пользователи использовали специальный адаптер, который вставляли в слот для картриджей. Полученные таким образом игры и другой контент хранились во встроенной памяти адаптера и стирались из неё при отключении приставки. Sega Channel не представлял собой единую сеть и не предлагал каких-либо онлайн-игр — вместо этого сотрудники Sega формировали наборы игр и контента на CD-ROM и пересылали их по спутниковой связи или по почте местным провайдерам кабельного телевидения. 
Хотя уже в 1995 году на смену Sega Genesis была выпущена консоль следующего поколения Sega Saturn, Sega Channel проработал ещё несколько лет и был закрыт лишь 31 июля 1998 года. Количество подписчиков сервиса достигало максимум 250 тысяч — гораздо ниже ожиданий Sega. По мнению обозревателей, инновационный сервис опередил своё время — он предвосхитил распространение широкополосного интернета и повлиял на устройство онлайн-сервисов следующих поколений, но для него самого слишком высокая цена подписки и использование уже устаревшей к тому времени консоли оказались губительными. 

## История

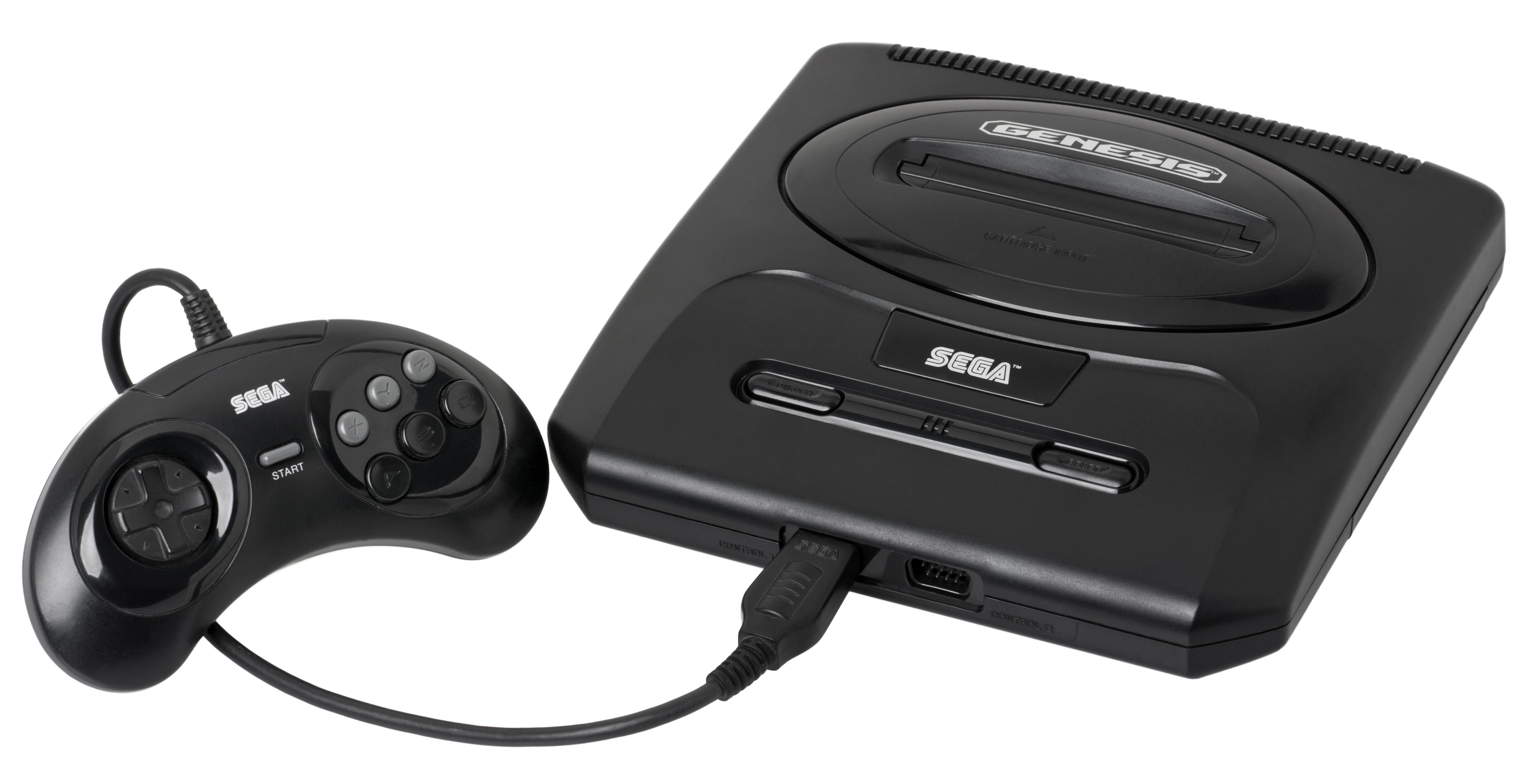
Вторая модель Sega Mega Drive/Genesis, появившаяся в 1993 году

Sega Mega Drive, выпущенная в Японии в 1988 году, в США в 1989 под названием Sega Genesis и в Европе и других регионах в 1990 году, стала входом Sega в 16-битную эру игровых систем.
В 1990 году в Японии Sega запустила свой первый онлайн-сервис для консоли — Sega Meganet. Работая с помощью картриджа и периферийного устройства, называемого Mega Modem, этот сервис предлагал ряд уникальных игр для скачивания. Планировался также запуск в Северной Америке под названием «Tele-Genesis», но так и не был осуществлён. Mega Anser, другая система на основе коммутируемого доступа, превращала японский Mega Drive в виртуальный банковский терминал. Из-за малого числа игр, непомерно высокой цены и низкой популярности Mega Drive в Японии, Meganet оказался коммерческим провалом. К 1992 году модемы Mega Modem можно было найти только среди уценённых нераспроданных товаров. Новая ревизия Sega Mega Drive, выпущенная в 1993 году, лишилась 9-контактного разъёма EXT, что уже не позволяло подключить Mega Modem.
Sega Channel был анонсирован в апреле 1993 года. Было заявлено, что он будет использовать сервисы кабельного телевидения для передачи контента. Тестирование в США началось в июне 1993 года в 12 городах, а в декабре уже по всей стране, релиз же состоялся в 1994 году. К июню 1994 года 21 кабельная компания согласилась предоставлять услуги Sega Channel. За активационный взнос в 25 долларов США давался адаптер, ежемесячный взнос, в зависимости от местоположения, равнялся примерно 15 долларам США. В конце 1995 года Sega Channel появился в Канаде, где ежемесячный взнос составил около 19 канадских долларов. На стадиях планирования сервиса Sega рассматривала возможность извлечь выгоду на рынке аренды, в чём уже преуспела с арендованием Sega CD на Blockbuster, а также стремилась использовать игры и демозаписи сервиса чтобы продавать больше картриджей.
В 1995 году главный исполнительный директор Sega Хаяо Накаяма решил сместить фокус внимания с Sega Mega Drive и её аддонов на уже вышедший в Японии Sega Saturn, из-за чего релиз Sega Channel пришёлся на закат Mega Drive на рынке. На своём пике сервис имел более 250 тыс. подписчиков, но к 1997 году, 2 года спустя после решения Накаямы, их число снизилось до 230 тыс. Хотя Sega рассматривала варианты перенести сервис на компьютеры, из-за распространения кабельных модемов и Интернет-игр смысл в этом пропал. В конце ноября 1997 года было объявлено, что Sega Channel закроется 30 июня 1998 года, но он в итоге просуществовал ещё один месяц, окончательно закрывшись 31 июля 1998 года.

## Технические аспекты и спецификации

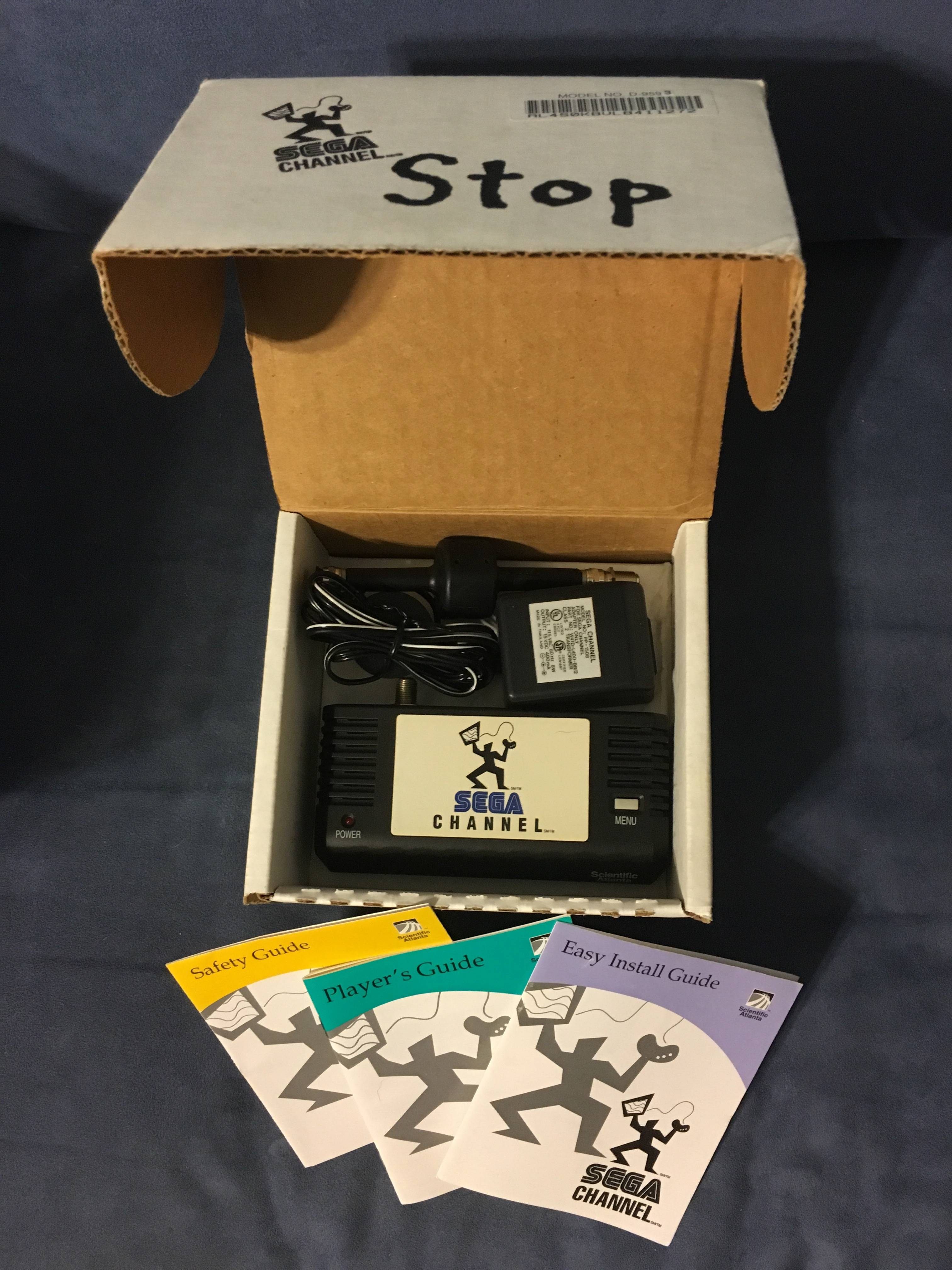
Адаптер Sega Channel от Scientific Atlanta в оригинальной коробке в комплекте с адаптером питания, коаксиальным адаптером и документацией.

После покупки и оплаты активационного взноса, владельцы Genesis получали адаптер, который вставлялся в консоль в слот для картриджей. Этот адаптер подключал консоль к кабельному телевидению с помощью коаксильного кабеля, выходящего с задней стороны картриджа. После запуска консоли с активированным адаптером Sega Channel отправлялся запрос на загрузку главного меню, что занимало приблизительно 30 секунд. Из меню пользователи могли загружать интересующие их игры, что обычно занимало несколько минут. Игра загружалась во встроенную память адаптера, равнявшуюся 4 МБ ОЗУ, и стиралась из неё при отключении приставки.
Программирование и трансляция ежемесячных сервисов Sega Channel начинались с команды в Sega, которая каждый месяц собирала контент и загружала его на CD-ROM, который после отправлялся на спутниковую станцию TCI в Денвере, Колорадо. Из станции через спутник Galaxy 7 компании Hughes Communications передавался сигнал местным кабельным провайдерам, передавая данные на частоте 1,435 ГГц и загружая их на частоте 1,1 ГГц. Однако в Канаде, а также по всей Южной Америке и Европе вместо спутниковой передачи применялась прямая загрузка CD-ROM Sega Channel через головную станцию кабельного телевидения. Для чёткого функционирования сигнала он должен был быть очищен от электромагнитного шума чтобы предотвратить прерывания загрузки. Чтобы удостовериться в отсутствии проблем, кабельным провайдерам пришлось «чистить» свой широковещательный сигнал.

## Игры

Alien Soldier — игра, которая, хотя и не была доступна в Северной Америке на картриджах, была доступна через Sega Channel в этом регионе.

На Sega Channel размещалось до 50 игр в одно время. Список игр менялся каждый месяц, но некоторые обновления происходили еженедельно. В 1997 году Sega увеличила число размещаемых игр до 70, а обновление их списка стало происходить раз в 2 недели. Среди размещаемых на сервере игр были как игры от Sega, среди которых Sonic & Knuckles, Eternal Champions и Space Harrier II, так и игры от лицензиатов Sega, такие, как Bubsy 2 и Alladin. Некоторые игры, такие как Super Street Figher II, шли с сокращённым контентом по сравнению с физическими изданиями, чтобы они могли вместиться в память адаптера. Sega Channel также распространяла игры, не получившие релиза на картриджах в некоторых регионах, такие как Pulseman, Mega Man: The Wily Wars и Alien Soldier в Северной Америке. Сервис также размещал демозаписи предстоящих игр, таких как Primal Rage. Хотя игры и демозаписи регулярно менялись, категории, по которым были распределены игры, оставались неизменными и не менялись. С учетом родительского контроля все игры для сервиса получили возрастной рейтинг от Videogame Rating Council. Сервис также включал систему блокировки, которая позволяла родителям устанавливать пароль для доступа к контенту для взрослых.
В дополнение к играм и демозаписям, Sega Channel также имела и другие функции. Чит-коды, как и игровые советы, были напрямую доступны через сеть. Сервис также организовывал конкурсы, такие как рекламная акция Triple Play '96 от Electronic Arts и мероприятие 1995-о года, где игроки, прошедшие Primal Rage за короткий 24-часовой период когда полная версия этой игры была доступна, получали телефонный номер, звонок на который давал им право на получение призов.

## Приём и наследие
Во время своего жизненного цикла Sega Channel выиграла награду Popular Science «Best of What’s New» за 1994 год. Согласно опросу Sports Illustrated в августе 1995 года, дети от 9 до 13 лет в 5 раз больше хотели подписаться на Sega Channel, чем купить Sega Saturn или готовящиеся к выпуску Nintendo 64 и PlayStation. В дальнейшем сервис набирал до 250 тыс. подписчиков, однако, Sega ожидала более 1 миллиона к концу первого года и сделала сервис доступным для более чем 20 млн домохозяйств.
В ретроспективных обзорах хвалится инновационность Sega Channel и её вклад в развитие онлайн-гейминга, но критикуется высокая цена подписки и поздний выход на рынок. Журналист IGN Адам Редселл отметил роль Sega Channel в развитии высокоскоростного Интернета в том, что она заставила многие кабельные компании заняться очисткой своих широковещательных сигналов чтобы добиться чёткого сигнала, заявив: «… сам факт, что вы сейчас наслаждаетесь широкополосным Интернетом может быть благодаря Sega». Леви Бьюкенен, также в статье для IGN, отметил роль Sega Channel в развитии современного гейминга и сервисах цифровой дистрибуции, таких как Xbox Live Arcade и PlayStation Netwok, утверждая: «Sega и целая индустрия извлекла важные уроки из Sega Channel. Sega и в дальнейшем придерживалась идеи загружаемого контента и выхода в онлайн, что показывает SegaNet для Dreamcast. Вы также можете рассмотреть ДНК ранних сервисов вроде Sega Channel в современных порталах, таких как XBLA и PSN, где демоверсии теперь являются основным продуктом». Команда UGO Networks также назвала Sega Channel важным шагом в развитии онлайн-сервисов для консолей от Sony и Microsoft.
Кен Горовиц, автор с Sega-16, раскритиковал Sega Channel за неудачное время выхода и высокую цену подписки: «Кто будет тратить 13 долларов в месяц, чтобы играть в игры умирающей системы? Эта ужасающая ошибка (одна из многих, допущенный Sega of America) привела к тому, что ретейлеры распродали свои запасы систем, тем самым решив судьбу Sega Channel раз и навсегда». Бьюкенен выразил то же мнение, утверждая: «Возможно, если бы Sega Channel был выпущен раньше в жизненном цикле консоли (Genesis появился в Америке в 1989 году), то всё могло бы сложиться иначе. В конце концов, сервис привлёк внимание благодаря своим инновациям в играх и технологиях». UGO также отметила потенциал, который мог быть у Sega Channel если бы было потрачено дополнительное время на разработку в области соревновательного мультиплеера: «Если бы Sega Channel появился немного раньше в жизни Genesis, он мог бы получить гораздо больше внимания, и, возможно, для игр, которые разработали бы непосредственно для сервиса, был бы доступен онлайн-режим».